# Макс Штирнер
Макс Штирнер, право име Јохан Каспар Шмит (Бајројт, 25. октобар 1806 — Берлин, 26. јун 1856) је био немачки филозоф.
Сматра се једним од претеча анархизма и егзистенцијализма, а посебно индивидуалистичког анархизма. Штирнер је екплицитно одбијао да се држи апсолутне позиције у филозофији, па је говорио да ако мора да се идентификује са неким "-измом“, нека то буде онда егоизам, антитезу свим идеологијама и друштвеним узроцима.
Најзначајније Штирнерово дело је Его и његово власништво, које је прво објављено у Лајпцигу 1844. а од тада се појавило у великом броју издања и превода. (Напомена: Превод на српско хрватски није добар.)

## Биографија
Макс Штирнер је рођен 25. октобра 1806. у Бајројту, у сиромашној породици. Његове шестогодишње студије филозофије у Берлину су у више наврата прекидане јер се бринуо за своју сваким даном све луђу мајку. 1835. године се провукао кроз преостале испите и пронашао своје прво, неплаћено место учитеља. Две године депресивне немаштине кулминирале су браком са ћерком његове газдарице, која је умрла већ следеће године при порођају. Срећа му се насмешила 1839. када је добио петогодишњи уговор и место на институту Мадам Групиус за подучавање и васпитавање девојака. Његова ново-откривена финансијска стабилност била је чиста супротност растућим политичким и интелектуалним немирима широм света.
Штирнер се 1840. године придружио злогласном клубу левичара познатом као Докторклуб: бучним радикалним студентима и боемима, међу којима су били и млади Карл Маркс и Фридрих Енгелс, а окупљали су се у задимљеној, пијаној атмосфери „Hippel’s Café“. Комуниста Арнолд Руге је био толико шокиран оним што је тамо чуо и видео да је изјурио напоље вичући: „Социјална трансформација није никада започета од стране пијане руље!“
Међу бројним женама које су долазиле у „Hippel’s Café“ била је и богата двадесетпетогодишња Мари Данхарт, запажена играчица билијара, пушачица цигара и пивопија која је инсистирала на томе да и она заједно са њима посећује локалне борделе. Након таквих вечери, Штирнер би се враћао кући, и до дубоко у ноћ радио на својим мистериозним рукописима. 1843. године, у хаотичној церемонији у његовом стану, венчали су се Макс и Мари. Нико се није сетио понети венчани прстен.
Са сталним запослењем и богатом женом, Штирнер је био у могућности да заврши своје ремек-дело. „Его и његово власништво“ – „Најреволуционарнија књига икада написана“ – је експлодирала као олуја над радикалним Берлином. Избацио је серију бескомпромисних изазова свакој религиозној, политичкој или филозофској ортодоксности, било да се радило о „десници“, „левици“, „конзервативцима“, „либералима“. Та књига је тренутно дошла у центар пажње провоцирајући погрде и бес те катапултирајући Штирнера из скромне анонимности у славну злогласност.

## Филозофија
Може се реконструисати развој његове филозофије кроз серију чланака који су се појавили кратко пре његовог централног дела (Его и његово власништво).
У Егу и његовом власништву Штирнер даје провокативну антиауторитарну и индивидуалистичку критику тадашњег пруског друштва и модернизма и модерног западног друштва као таквог и нуди пут ка људском постојању, што се граничи са језиком и стварношћу.
Штирнерова критика се посебно односи на његове савременике (делимично на његове колеге, младохегелијанце, а посебно на Лудвига Фојербаха), нападајући идеологије, експлицитно укључујући национализам, статизам, либерализам, социјализам, комунизам и хуманизам.
Укратко, књига говори да све религије и идеологије почивају на испразним концептима, који се, када их појединац схвати самостално се занимајући за њих, приказују разбијени у свој својој испразности. Исто се односи и на друштвене установе које су засноване на тим концептима: било то држава, правни систем, црква, систем образовања или друге установе које полажу право на ауторитет над појединцем.
Само када се ставови власти и установа заснованих на таквим концептима прикажу погрешним, могуће је да ступе самостална акција, моћ и идентитет. Индивидуална самореализација лежи жељи сваког појединца да испуни свој егоизам, било то инстинктивно, без знања, безвољно — или систематично, са пуним самоинтересовањем индивидуе. Једина разлика између невољног и вољног егоисте је што ће први бити 'поседнут' испразном идејом у нади да ће га та идеја начинити срећним, док ће други, насупрот, бити способан да слободно изабере путеве свог егоизма и да ужива док то чини. Само када схвати да су закон, право, морал, религија итд. ништа друго до вештачки концепти а не свети ауторитети, појединац ће моћи да буде слободан.
Прва, и погрешна, интерпретација Штирнеровог егоизма је радикални политички анархизам. Иако је већином схватан као анархиста, Штирнер је жестоко критиковао Анархизам свог времена, а понајвише П. Ј. Прудона. Ова интерпретација Штирнера је највише развијена од стране Доре Марсден и Сидни Е. Паркера.
“Ништа ми није важније од мене самог.” То је Штирнерова основна истина. Све што прелази границе појединца мора се гледати као лажна и тиранизирајућа апстракција. Слободни индивидуалац, или “егоиста”, мора окренути леђа таквим идејама као што су држава, друштво, религија, нација, морал, дужност и обавезе. Све оне захтевају непрестано жртвовање постојања појединца – и свих осталих појединаца. Штирнеров индивидуалистички анархизам, који захтева крај постојања свих ауторитета, те не поставља на њихово место ништа осим јединствене реалности сваког појединца, имао је изузетан утицај на каснији развој анархизма. Био је посебно привлачан уметницима, који поседују велику дозу независности у својим креативним активностима.
Али, дубина и сложеност Штирнерове филозофије досеже изван друштва и политике, на место које се језиком не може описати. Штиренорво радикално рушење хегелијанског 'духа' и концепата води га у безимено избеглиштво, без значења и без постојања; 'креативно ништа' из чега смо рођени. То 'ништа' по хегелијанској дефиницији ствара потребу за индивидуално значење, постојање и моћ.
'Моћ' је од централне важности за Штирнера. У Штирнеровом смислу моћ се такође односи и на добијање 'власништва', које се односи од осмеха детета које се добија мајчином љубављу, преко емотивних и материјалних задовољстава и значења узимања оног што се заслужује, до масовне продаје описа значења, вредности и постојања у језику и животу. Моћ је у овом смислу синоним за динамику коначне аутономије, способност промене, способност постојања, способност самог живота.

## Цитати
„Шта све не би требало бити моја брига! Пре свега, Опште Добро, затим Бог, добробит човечанства, истина, слободе, човечност, правда; даље, добробит људи, принчева, моје домовине; на крају, чак и добробит Ума и хиљаде других дела и добробити. Једино моја добробит не би никада требало да буде моја брига! Нека се срами егоиста који мисли само на себе!“
„На страну са свим бригама које се у ствари мене ни не тичу. Мислите ли да би барем “Опште Добро” требало бити моја брига? Шта је добро? Шта је лоше? Ни једно ми не значи ништа. Наднаравно је брига бога; човек живи међу људима. Моја брига нису ни наднаравно ни људско, ни истина, добро, праведност, слобода, итд., него је моја брига јединствена као што сам јединствен и ја. Ништа ми није важније од мене самог!“

## Утицај
Штирнерово дело није остало непримећено код његових колега, младохегелијанаца. Штирнеров напад на идеологију, делимично на Фојербахов хуманизам, присилио је не само Фојербаха (који је са Штирнером водио расправу у немачкој периодици), већ и Карла Маркса да пише. Маркс је на неколико стотина страна у својој књизи (у оригиналној, нескраћеној верзији) Немачка идеологија (заједно са Фридрихом Енгелсом, писана од 1845. до 1846) полемички критиковао Штирнерово дело Его и његово власништво, што представља место које перманентно занима марксистичке читаоце. Комунисти сматрају да критика Штирнера представља преокрет у Марксовом интелектуалном развоју — од „идеализма“ до „материјализма“.
Последњих сто педесет година, Его и његово власништво створило је гомилу популарног, политичог и академског интересовања.
Данас Штирнер остаје у центру неодређене, али високо набијене расправе широм Европе; секундарна литература се појављује на немачком, италијанском, француском и шпанском. Енглески извори су многобројни и покушавају да осветле било анархистичке било егзистенцијалистичке интерпретације.
Неки аутори, идеолози и филозофи су цитирали или на други начин указали на Макса Штирнера. Међу њима су:
- Бенџамин Такер
- Дора Марзден
- Роберт Антон Вилсон
- Макс Ернст
- Неки писци ситуационистичког покрета.
- Није потпуно сигурно да ли је Сорен Киркегор читао Штирнера или не, али се чини врло вероватним.
- Било је установљено да је Ниче читао Штирнера, чак су знакови Штирнеровог утицаја били такви да су претходно узимани без историјских доказа.
- Италијански диктатор Бенито Мусолини је читао Штирнера и био инспиран њиме. Направио је неколико референци на њега и његове чланке у новинама. Његови каснији погледи опонирају Штирнеру.
- Као што је и било назначено, Штирнер је утицао на Маркса и младохегелијанце.